# Sư đoàn 31, Quân đội nhân dân Việt Nam
Sư đoàn 31, còn gọi F31, đoàn Lam Hồng, đoàn Tà Sanh, là một sư đoàn bộ binh trong biên chế của Quân đoàn 34, Quân đội nhân dân Việt Nam.

## Lịch sử
Sư đoàn 31 được thành lập vào ngày 11 tháng 7 năm 1974 tại Cánh đồng Chum trên cơ sở các đơn vị thuộc Mặt trận 31 đã từng chiến đấu nhiều năm tại nước bạn Lào gồm Trung đoàn 335 (hiện nay thuộc Sư đoàn 324-Quân khu 4), Trung đoàn 866, Tiểu đoàn thiết giáp 174, Tiểu đoàn pháo binh 42...Lúc đầu mang mật danh là đoàn Lam Hồng để tham gia tiến công lực lượng của Vàng Pao ở Lào. Tháng 4 năm 1976, theo thế bố trí chiến lược của cấp trên, Sư đoàn 31 từ Lào rút về Việt Nam, đóng tại phía Tây tỉnh Nghệ An. Cuối năm 1977, Sư đoàn 31 trong biên chế của Quân đoàn 3 cơ động vào đồng bằng sông Cửu Long tham gia phòng thủ chống quân Khmer Đỏ xâm lấn. Sư đoàn tham gia Chiến dịch phản công biên giới Tây-Nam Việt Nam. Sau trận tấn công tiêu diệt căn cứ đầu não của Khmer Đỏ tại Tasanh, Batdambang, Sư đoàn 31 còn được gọi là đoàn Tà Sanh.
Năm 1979, Sư đoàn 31 cùng Quân đoàn 3 lập tuyến phòng thủ ở phía bắc sông Cầu trên địa bàn tỉnh Thái Nguyên hiện nay. Đến tháng 8 năm 1985, sư đoàn lên Vị Xuyên chiến đấu chống quân Trung Quốc.
Hiện nay, sư đoàn 31 đóng tại tỉnh Gia Lai.
Chỉ huy Sư đoàn hiện nay :
- Sư đoàn trưởng : Đại tá Lê Đình Việt
- Chính uỷ : Đại tá Lê Minh Đức
- Phó Sư đoàn trưởng - TMT : thượng tá Nguyễn Duy Nhanh

## Khen thưởng
- Danh hiệu Anh hùng lực lượng vũ trang nhân dân năm 1979 sau trận Tà sanh ngày 26 tháng 3 năm 1979.

## Biên chế
- Trung đoàn Bộ binh 866 (Đơn vị 2 lần được tặng danh hiệu Anh hùng LLVTND) đóng quân ở Tuy Phước Tây, Tỉnh Gia Lai
- Trung đoàn Bộ binh 922 đóng quân ở Tuy Phước Tây, Tỉnh Gia Lai
- Trung đoàn Bộ binh 977 đóng quân ở Tuy Phước Tây, Tỉnh Gia Lai
- Tiểu đoàn 14 Cối 82 mm đóng quân ở Tuy Phước Tây, Tỉnh Gia Lai
- Tiểu đoàn 15 Pháo 105 mm đóng quân ở Tuy Phước Tây, Tỉnh Gia Lai
- Tiểu đoàn 17 Công binh đóng quân ở Tuy Phước Tây, Tỉnh Gia Lai
- Tiểu đoàn 18 Thông tin đóng quân ở Tuy Phước Tây, Tỉnh Gia Lai
- Đại đội 20 Trinh sát đóng quân ở Tuy Phước Tây, Tỉnh Gia Lai
- Đại đội 21 Hóa học đóng quân ở Tuy Phước Tây, Tỉnh Gia Lai
- Tiểu đoàn 24 Quân y đóng quân ở Tuy Phước Tây, Tỉnh Gia Lai
- Tiểu đoàn 25 Vận tải đóng quân ở Tuy Phước Tây, Tỉnh Gia Lai
- Tiểu đoàn 16 Phòng không đóng quân ở Tuy Phước Tây, Tỉnh Gia Lai